# Blu-Day
『Blu-Day』（ブルーデイ）は、日本のバンドやくしまるえつこ と d.v.dの1枚目のアルバムである。2010年4月7日発売。発売元は徳間ジャパンコミュニケーションズ。

## 概要
- 相対性理論のヴォーカルやくしまるえつこと、ドラムデュオItoken＋Jimanicaと映像作家山口崇司によるトリオ、d.v.dによるユニットのアルバム。
- 相対性理論のアルバム『シンクロニシティーン』と同時発売。

## 収録曲

### CD
1. ファイナルダーリン(4:31)
作詞：ティカ・α、作曲・編曲：Jimanica
2. DoReMiソファー(3:19)
作詞：ティカ・α、作曲・編曲：Itoken
3. ALPS(4:11)
作詞：ティカ・α、作曲・編曲：Jimanica
4. 時計ちっく(4:24)
作詞：ティカ・α、作曲・編曲：Itoken
5. いただきMt.Blanc(3:12)
作詞：ティカ・α、作曲・編曲：Itoken
6. 冠婚葬祭 with you(4:04)
作詞：ティカ・α、作曲・編曲：Jimanica
7. 勝手にアイザック(2:39)
作詞：ティカ・α、作曲・編曲：Itoken
8. アラビアンリップ(5:15)
作詞：ティカ・α、作曲・編曲：Jimanica

### DVD
1. ファイナルダーリン
2. 時計ちっく
3. 勝手にアイザック